# Oustynivka
Oustynivka (ukrainien : Устинівка, russe : Устиновка) est une commune urbaine de l'oblast de Kirovohrad, en Ukraine. Elle compte 3 290 habitants en 2021.